# 诡秘之主
《诡秘之主》是由中国网络作家爱潜水的乌贼所创作的类克苏鲁风格小说。
于2018年4月1日到2020年5月1日，在起点中文网（阅文集团）上进行连载。
第一部全8卷已完结。第二部名为《宿命之环》。于2023年3月4日发布，目前已完结。
该作品曾获得第四届橙瓜网络文学奖年度十大作品，最具潜力十大游戏IP。 2021年9月16日，《诡秘之主》被列入“中国网络文学影响力榜：海外影响力榜”。 2023年7月，入围第二届“天马文学奖”获奖作品。

## 作品信息

### 创作背景
《诡秘之主》最初的灵感就来自克苏鲁神话体系，而这个神话源自欧美近代，与资本主义上升期的欧美有密切关系，然后作者就自然地选择了维多利亚时代做背景。这个背景下，蒸汽朋克就成为一个很好的、除开神话外的社会构建选择。而在考虑具体的物品设定时，作者又选择了类SCP的形式。
创作《诡秘之主》之初，作者希望营造一个类似19世纪英国维多利亚时代的社会背景，与很多喜欢蒸汽朋克元素的人相似，作者最初也是带着审美趣味和某种憧憬，待到具体操作阶段。作者搜集资料，购买了专业的参考书籍，在脑中一点点还原出了那个年代的人文风俗、经济状况和社会问题，同时将维多利亚时代的一个个人物故事摘抄下来，作为《诡秘之主》中部分人物创作的原型。作者表示，有了现实做参考，创作时很多事情都变得简单起来：塑造人物时，可以传记、新闻里的细节为原型，以柔和的方式化入，人物的形象就能很轻松变得立体，且有血有肉有深度；只要提取科学史上那些有名的事件，将核心矛盾包装一下，小说的可读性自然而然就上去了，也是故事张力的保障。

### 作者表达
采访中作者表示，《诡秘之主》这本书想表达的大概有以下三点：
一是将西方神秘学部分知识与克苏鲁神话、SCP基金会这些元素融合起来后产生的新奇有趣、值得琢磨的复杂的世界观；
二是黑暗绝望中的一缕光。这一缕光既是人性的怜悯，也是人类勇气的赞歌，黑暗绝望既是第一次工业革命时期工人、农民的处境，也是克苏鲁神话元素带来的旧日、邪神、未知、不可直视、混乱疯狂和绝望无助。
三是人性、神性的对抗和融合。为什么我将小克的途径定位“占卜家”，终点是“愚者”？一方面是故事情节需要，而且“占卜家”这条途径前期能很自然地将许多神秘学要素展开，有趣地带入；另一方面，诡秘这本书隐含的主体就是一段愚者的传说，换句话说就是：一个愚者的旅程。

### 作品简介
蒸汽與機械的浪潮中，誰能觸及非凡？歷史和黑暗的迷霧裡，又是誰在耳語？我從詭秘中醒來，睜眼看見這個世界：
槍械，大砲，巨艦，飛空艇，差分機；魔藥，占卜，詛咒，倒吊人，……光明依舊照耀，神秘從未遠離，這是一段“愚者”的傳說。

### 官方设定集引言
这是最好的时代，这是最坏的时代。
在这个时代，煤气灯的普及让光芒穿透黑夜；初中、大学、技校的建立和低廉的报纸用信息穿透愚昧；乘着马车、蒸汽火车、铁甲舰船，人类的脚步似乎能遍及全世界······
在这个时代，贵族高高在上，平民挣扎求生。
在这个时代，教会昌盛，因为威胁常在，因为神明永在——永恒烈阳、风暴之主、知识与智慧之神、黑夜女神、大地母神、战神、蒸汽与机械之神；教会在七神的护佑下，建立起隐秘的非凡者队伍，守护秩序。
这个时代的普通人对超凡力量一无所知，然而无知不是护身符，也没法帮他们逃离高层次博弈的余波；传承已久的非凡家族、隐秘的地下组织、受到灵界影响的奇诡生物······始终活跃于只有部分人才能接触到的世界中。
在这个时代，能对抗超凡的只有超凡，人类对自身力量的探索从未停止。经过漫长的实验和摸索，加上“亵渎石板”的出世，人类终于完善了魔药体系，找到了掌握超凡力量的方法
可使用神秘，就意味着被神秘凝视。一旦服用由“亵渎石板”指引而得到的配方配制而成的魔药，走上非凡之路，失控的风险就随之而来，诡异之音更是常在非凡者耳边环绕呢喃······
在人类所能认知的世界之外，莫名的危险和恐怖始终笼罩。是邪神？是鬼怪？还是和神灵同一高度，甚至更加强大的东西？没有人知道。
这些未知一直存在，时时为人类带来危险，而有一些人，就在这样的黑夜里坚定前行。

这就是《诡秘之主》的时代······
| 分部   | 卷名   | 卷首語                             |
| ------ | ------ | ---------------------------------- |
| 第一部 | 小丑   | 所有人都會死，包括我。             |
| 第一部 | 無面人 | 這是最好的時代，這是最壞的時代。   |
| 第一部 | 旅行家 | 每一段旅行都有終點。               |
| 第一部 | 不死者 | 一個恩賜，或者，一個詛咒。         |
| 第一部 | 紅祭司 | 每個溺水的人都會掙扎。             |
| 第一部 | 逐光者 | 光就是一切的意義。                 |
| 第一部 | 倒吊人 | 萬物皆有神性。                     |
| 第一部 | 愚者   | 總有些事情高於其他。               |
| 第二部 | 梦魇   | 命运所有的馈赠都有代价             |
| 第二部 | 逐光者 | 记住，你即尘埃，亦将归于尘埃       |
| 第二部 | 陰謀家 | 每个人都是猎人，每个人都是猎物     |
| 第二部 | 罪人   | 仁慈的父，请您宽恕，我已犯下的罪负 |
| 第二部 | 魔女   | 这样的结局，你接受吗？             |
| 第二部 | 织梦人 | 梦境即真实，绝望亦希望             |

## 出版書籍
简体中文版由广东旅游出版社出版，于2020年8月上海书展上出展。繁体中文版则由飛燕文創事業有限公司出版。泰文版由SMM PLUS出版。起点国际（Webnovel）亦有該小說的英文版。
| 卷数     | 广东旅游出版社 | 广东旅游出版社 | 广东旅游出版社     | 飛燕文創事業有限公司 | 飛燕文創事業有限公司 | 飛燕文創事業有限公司 |
| 卷数     | 册数           | 發售日期       | ISBN               | 册数                 | 發售日期             | ISBN                 |
| -------- | -------------- | -------------- | ------------------ | -------------------- | -------------------- | -------------------- |
| 小丑卷   | 1              | 2020年5月1日   | ISBN 9787557021115 | 01                   | 2019年1月31日        | ISBN 9789865017194   |
| 小丑卷   | 1              | 2020年5月1日   | ISBN 9787557021115 | 02                   | 2019年4月25日        | ISBN 9789865018757   |
| 小丑卷   | 2              | 2020年5月1日   | ISBN 9787557021122 | 03                   | 2019年7月16日        | ISBN 9789865019327   |
| 小丑卷   | 2              | 2020年5月1日   | ISBN 9787557021122 | 04                   | 2019年8月15日        | ISBN 9789865402389   |
| 小丑卷   | 2              | 2020年5月1日   | ISBN 9787557021122 | 05                   | 2019年11月5日        | ISBN 9789865150532   |
| 小丑卷   | 3              | 2020年9月1日   | ISBN 9787557021139 | 06                   | 2020年2月4日         | ISBN 9789865151461   |
| 小丑卷   | 3              | 2020年9月1日   | ISBN 9787557021139 | 07                   | 2020年4月7日         | ISBN 9789865152901   |
| 小丑卷   | 3              | 2020年9月1日   | ISBN 9787557021139 | 08                   | 2020年7月7日         | ISBN 9789865153700   |
| 无面人卷 | 4              | 2020年12月1日  | ISBN 9787557014858 | 01                   | 2020年11月10日       | ISBN 9789865154530   |
| 无面人卷 | 4              | 2020年12月1日  | ISBN 9787557014858 | 02                   | 2021年2月2日         | ISBN 9789865155629   |
| 无面人卷 | 4              | 2020年12月1日  | ISBN 9787557014858 | 03                   | 2021年未定           | ISBN 9789865156787   |